# Међународна трговина
Међународна трговина представља размену добара и услуга која том приликом прелазе међународно признате границе или територије. 
У већини земаља она ствара значајан део БДПа. Иако се међународна трговина обављала током доброг дела историје човечанства (види пут свиле), она је током последњих неколико векова добила на економском, друштвеном и политичком значају. Индустријализација је унапредила превоз, глобализација, мултинационалне корпорације, и аутсорсинг такође имају значајан утицај. Раст обима међународне трговине је основ процеса глобализације.
Међународна трговина је такође и грана економије, и, заједно са међународним финансијама, чини ширу дисциплину познату као међународни економски односи.

## Теорија међународне трговине

### Рикардов (Ricardo) модел
Рикардов модел се фокусира на компаративне предности и вероватно представља најзначајнији концепт у теорији међународне трговине. У Рикардовом моделу земље се специјализују за производњу онога што најбоље производе. За разлику од других модела, овде се претпоставља да ће доћи до потпуне специјализације земаља, а не до тога да свака производи велики број добара. Такође, Рикардов модел не разматра директно расположивост фактора производње, као што су релативне количине рада и капитала у једној земљи.

### Хекшер-Олинов (Heckscher-Ohlin) модел
Хекшер-Олинов модел представља алтернативу Рикардовом моделу компаративних предности. Иако је значајно комплекснији, није се показао много прецизнијим у својим предвиђањима. Ипак, са теоретског становишта представља елегантно решење, јер у теорију међународне трговине укључује и неокласицчни механизам цена. 
Према овој теорији, токови међународне трговине су детерминисани разликама у факторској расположивости. Модел предвиђа да ће земља извозити ону робу у чијој производњи се више користи фактор којим земља обилује, а увозиће робу у чијој производњи се више користе фактори који су у земљи ретки. Емпиријски проблем са Х-О моделом, познат као Леонтијевљев парадокс, је приказан у емпиријском тесту Василија Леонтијева, који је показао да Сједињене Државе извозе радноинтензивне производе, иако обилују капиталом. 

### Специфични фактори
У овом моделу дозвољено је кретање рада између различитих грана, док се претпоставља да капитал у кратком року није покретљив. Назив „специфични фактори“ потиче отуда што се на кратак рок одређени фактори производње, као што је физички капитал, тешко крећу између различитих привредних грана. Према овој теорији, уколико цена робе порасте, власници фактора који је специфичан за производњу те робе ће профитирати. Према овом моделу, власници различитих специфичних фактора производње (тј. рада и капитала) ће вероватно имати супротстављене ставове везано за контролу увоза радне снаге. Насупрот томе, власници и рада и капитала ће имати користи од повећања стока капитала. Овај модел је идеалан за објашњавање расподеле дохотка, али није прикладан за објашњење токова размене. 

### Гравитациони модел
Гравитациони модел трговине више представља емпиријску анализу токова размене у односу на теоријске моделе који су претходно представљени. Гравитациони модел, у својој основној форми, проучава трговинску размену на основу удаљености између земаља и узајамног утицаја њихових економских снага. Модел подражава Њутнов закон гравитације који се такође заснива на удаљености и величинама два објекта. Економетријска анализа је показала да је овај модел добар. Шира верзија модела узима у обзир и друге факторе, као што су ниво дохотка, дипломатски односи између земаља, спољнотрговинске политике. 

## Регулисање међународне трговине
Традиционално се размена регулисала билатералним споразумима између земаља. Под утицајем меркантилизма, током претходних векова многе земље су одржавале високе царине и многе друге препреке међународној трговини. У 19. веку, нарочито у Уједињеном Краљевству, слободна трговина је добила на значају. У годинама након Другог светског рата, мултилатерални уговори, као што су GATT и СТО настоје да регулишу светску трговину. Поред њих, постоје и регионални мултилатерални уговори, као што су Европска унија, MERCOSUR у Јужној Америци, или NAFTA између САД, Канаде и Мексика. 

## Ризици међународне трговине
Ризици који постоје у међународној трговини се могу поделити на две главне групе:

#### Економски ризици
- Ризик несолвентности купца,
- Ризик неплаћања – уколико купац не плати робу ни 6 месеци након доспећа
- Ризик неприхватања робе
- Губитак економског суверенитета
- Ризик девизног курса

#### Политички ризици
- Ризик укидања или непродужавања увозних или извозних дозвола
- Ризик рата
- Ризик експропријације или конфискације увозниковог предузећа
- Ризик увођења забране увоза након што је роба већ испоручена
- Ризик трансфера – увођење девизних контрола или недостатак конвертибилне валуте у земљи увозника
- Губитак политичког суверенитета